# Павлюки (Тверская область)
Павлюки́ — деревня в Ржевском районе Тверской области. Относится к сельскому поселению „Медведево“.
Расположена в 35 километрах к юго-западу от города Ржева на левом берегу реки Осуги. Рядом находятся деревни Пятницкое и Красное.

## История
В Списке населенных мест Тверской губернии 1859 года — владельческая деревня Павлюки, 13 дворов, 101 житель. Рядом находятся два сельца, Павлюки Большие (Пятницкое) и Павлюки Малые (Крутики). Во второй половине XIX — начале XX века деревня была центром Павлюковской волости Ржевского уезда. По реке Осуге проходила граница Тверской губернии и заречная деревня Красное относилась к Бельскому уезду Смоленской губернии.
Во время Великой Отечественной войны деревня была оккупирована в октябре 1941 года, освобождена в 1-й раз в январе 1942 (недолго), окончательно освобождена в марте 1943 года.
В 1997 году — 29 хозяйств, 71 житель, совхоз «Пятницкий», отделение связи.

## Население
| 1859 | 1883 | 2002 | 2008 | 2010 |
| ---- | ---- | ---- | ---- | ---- |
| 101  | ↘83  | ↘55  | ↘49  | ↘47  |